# Rio Florei (Doftana)
O Rio Florei é um rio da Romênia, afluente do Doftana, localizado no distrito de Prahova.